# Lena Havek
Lena Havek (* 1982 in Berchtesgaden) ist eine deutsche Autorin. Sie schreibt vorwiegend Kinder- und Jugendbücher, aber auch Reiseführer und Schulmaterialien zur Leseförderung.

## Werdegang
Aufgewachsen im Zugspitzdorf Grainau, legte Havek in Garmisch-Partenkirchen ihr Abitur ab und studierte anschließend an der LMU München Literaturwissenschaften, Anglistik und Sozialpsychologie bis zum Magistertitel. Sie arbeitete als Werbetexterin und Journalistin. Sie schreibt hauptberuflich, bietet aber auch Seminare und Kurse für Kinder an.
Lena Havek ist verheiratet und hat drei Söhne und eine Tochter. Mit ihrer Familie lebt sie abwechselnd in ihrer Heimat Oberbayern und im rumänischen Siebenbürgen.

## Werke

### Kinder- und Jugendbücher
- Papa – Plötzlich Wikinger
- Auf Socken durch Flocken rocken. Eine Adventsgeschichte (Planet!, 2020) mit Wiebke Rhodius, Mina Teichert und Uticha Marmon
- Stinkesocken auf 12 Uhr: Fräulein Kniffkes geheime Heldenschule I (Planet!, 2021)[1]
- Verpupst noch mal! Fräulein Kniffkes geheime Heldenschule II (Planet!, 2021)
- Durch Pfützen spritzen, bis sie flitzen. Eine Sommergeschichte (Planet!, 2022) mit Wiebke Rhodius und Uticha Marmon[2]

### Sachbücher
- Zwergenspuk im Zugspitzland. 15 sagenhafte Familienausflüge (Allitera Verlag, 2021) mit Henny Schübel
- Irrwichtel im Isarwinkel. Familien-Wanderführer (Allitera Verlag, 2022) mit Andreas M. Bräu

### Schulmaterialien
- Escape-Rooms und Breakouts: Leseförderung. 8 spannende Escape-Games für den Deutschunterricht in der Sekundarstufe I (Persen Verlag, 2022)